# Glyphonyx kulashi
Glyphonyx kulashi là một loài bọ cánh cứng trong họ Elateridae. Loài này được Smith & Balsbaugh miêu tả khoa học năm 1984.